# 岸敬祐
岸 敬祐（きし けいすけ、1987年1月16日 - ）は、兵庫県西宮市出身の元プロ野球選手（投手）。左投左打。福岡ソフトバンクホークス一軍マネジャー兼打撃投手の岸健太郎は実兄。また、杉本有美とは再従姉妹に当たる。

## 経歴

### プロ入り前
関西学院高校時代は、3年生の時の兵庫大会の準々決勝で市立尼崎高校に敗れ、在学中は春・夏とも、地元・阪神甲子園球場での全国大会に出場できなかった。
関西学院大学への進学後に硬式野球部へ入部。清水誉は2年先輩、荻野貴司・宮西尚生は1年先輩に当たる。同部では1年秋から登板機会を与えられたが、病気で体調を崩し2年間も練習すら出来ない日々が続いた。関西学生野球リーグでの通算成績は36試合に登板、4勝10敗、防御率3.74を記録。4年時には大手保険会社への就職が内定していたが、独立リーグの入団テストを受験。関西独立リーグの大阪ゴールドビリケーンズに入団した。

### 独立リーグ時代
2009年
参稼報酬が月額で8万円という厳しい環境の下で、大阪ゴールドビリケーンズのエースとしてチームのリーグ優勝に貢献。11勝8敗1セーブ、防御率1.43という成績で、リーグ年間MVP、最優秀防御率、最多奪三振のタイトルを獲得した。
2010年
四国・九州アイランドリーグの愛媛マンダリンパイレーツに移籍。リーグ戦38試合の登板で、6勝9敗1セーブ、防御率3.18の成績を残した。
シーズン終了後のNPB育成ドラフト会議で、読売ジャイアンツ（巨人）から2巡目で指名。支度金300万円、年俸240万円（金額は推定）という条件で、育成選手としての入団した。背番号は017。

### 巨人時代
2011年
イースタン・リーグ公式戦に、中継ぎとして20試合に登板。1勝0敗、防御率2.25という結果を残した。
2012年
開幕から二軍の先発ローテーションに定着。7月30日には、育成選手契約から支配下選手契約へ移行し、背番号を90に変更した。イースタン・リーグの公式戦では、23試合の登板で最終規定投球回に到達し、8勝5敗を記録。防御率2.36で最優秀防御率のタイトルも獲得したが、支配下選手契約への移行後も一軍公式戦への登板機会がなかった。
2013年
入団後初めて一軍キャンプのメンバーに選ばれたが、後に故障で戦線を離脱。6月8日にイースタン・リーグ チャレンジ・マッチの対フューチャーズ戦で中継ぎ投手として実戦に復帰したものの、公式戦には一軍・二軍を通じて登板の機会がなく、10月1日に戦力外通告を受けた。

### ロッテ時代
2013年11月10日に第1回12球団合同トライアウトへ参加。その直後に千葉ロッテマリーンズの秋季キャンプで入団テストを受けた結果、同月21日に育成選手として入団することが決まった。背番号は121。
2014年
イースタン・リーグ公式戦では、20試合の登板で、3勝0敗、防御率5.23という成績を残した。しかし、支配下登録選手への復帰を果たせないまま、10月5日に戦力外通告を受けた。同月31日付で、NPBから自由契約選手として公示。

### NPB退団後
2015年から2016年まで、三菱重工長崎硬式野球部でプレーを続けた。

### 現役引退後
2016年限りで現役を退いた後に、2017年から打撃投手兼スコアラーとしてロッテに復帰したが、2018年のシーズン終了後に再び退団した。
2019年からは読売ジャイアンツのスカウト（関西・四国担当）に就任。2021年ドラフト1位の大勢などを担当。また、翌年2022年ドラフト1位の浅野翔吾も担当した。2023年には、育成指名された愛媛の後輩選手である宇都宮葵星（父親も愛媛の元選手）を担当している。

## 選手としての特徴
140km/h前後のストレートに、スライダー、カーブ、シュートなどの変化球を織り交ぜて打たせてとるスタイル。本人いわく、持ち味はコントロール。

## 詳細情報

### 年度別投手成績
- 一軍公式戦出場なし

### 独立リーグでの投手成績
愛媛時代の数値は、四国アイランドリーグplus公式ウェブサイトによる。
| 年 度    | 球 団    | 防 御 率 | 登 板 | 勝 利 | 敗 戦 | セ 丨 ブ | 完 投 | 完 封 | 無 四 球 | 投 球 回 | 打 者 | 被 安 打 | 被 本 塁 打 | 奪 三 振 | 与 四 球 | 与 死 球 | 失 点 | 自 責 点 |
| -------- | -------- | -------- | ----- | ----- | ----- | -------- | ----- | ----- | -------- | -------- | ----- | -------- | ----------- | -------- | -------- | -------- | ----- | -------- |
| 2009     | 大阪     | 1.43     |       | 11    | 8     | 1        |       |       |          |          |       |          |             |          |          |          |       |          |
| 2010     | 愛媛     | 3.18     | 38    | 6     | 9     | 1        | 2     | 0     | 0        | 124.2    | 530   | 120      | 5           | 88       | 29       | 14       | 60    | 44       |
| 関西:1年 | 関西:1年 | 1.43     |       | 11    | 8     | 1        |       |       |          |          |       |          |             |          |          |          |       |          |
| IL:1年   | IL:1年   | 3.18     | 38    | 6     | 9     | 1        | 2     | 0     | 0        | 124.2    | 530   | 120      | 5           | 88       | 29       | 14       | 60    | 44       |

### 背番号
- 47（2009年 - 2010年）
- 017（2011年 - 2012年7月29日）
- 90（2012年7月30日[5] - 2013年）
- 121（2014年）
- 105（2017年 - 2018年）